# Tonalmeyoco
Tonalmeyoco är en ort i Mexiko.   Den ligger i kommunen Hueytamalco och delstaten Puebla, i den sydöstra delen av landet, 200 km öster om huvudstaden Mexico City. Tonalmeyoco ligger 744 meter över havet och antalet invånare är 182.
Terrängen runt Tonalmeyoco är lite bergig. Runt Tonalmeyoco är det ganska tätbefolkat, med 248 invånare per kvadratkilometer. Närmaste större samhälle är Teziutlan, 16,8 km söder om Tonalmeyoco. I omgivningarna runt Tonalmeyoco växer huvudsakligen savannskog.